# Винокуров, Евгений Михайлович
Евге́ний Миха́йлович Виноку́ров (22 октября 1925, Брянск — 23 января 1993, Москва) — русский советский поэт, переводчик и педагог. Лауреат Государственной премии СССР (1987). Член Союза писателей СССР.

## Биография
Родился 22 октября 1925 года в Брянске, куда годом ранее был переведён его отец — кадровый военный Михаил Николаевич Перегудов (1900—1969), уроженец Борисоглебска, впоследствии майор государственной безопасности и начальник Киевского районного отдела управления НКВД в Москве. Мать, Евгения Матвеевна Винокурова (1899—1975), еврейка, из семьи севского шляпника, работала в Бежицком заводском женотделе, затем первым секретарём райкома ВКП(б).
После окончания 9-го класса в 1943 году был призван в армию. Окончил артиллерийское училище, в неполных 18 лет стал командиром артиллерийского взвода. Воевал на 4-м Украинском фронте, в Карпатах, войну закончил в Силезии. После войны из-за болезни лёгких был демобилизован.

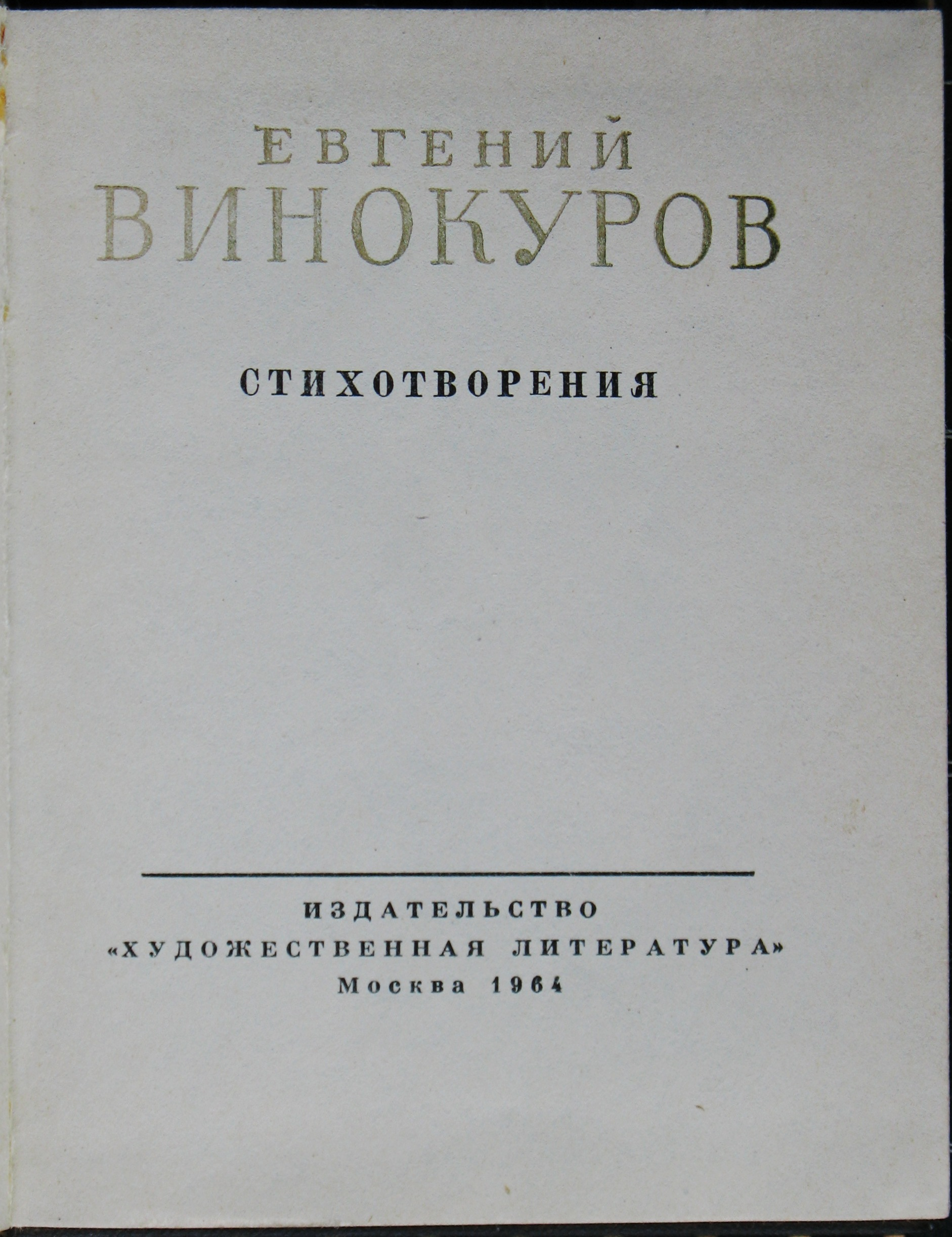
Винокуров в «Библиотеке советской поэзии»

Первые стихи были напечатаны в 1948 году в журнале «Смена» с предисловием И. Г. Эренбурга. В 1951 году окончил Литературный институт им. А. М. Горького, тогда же вышла первая его книга «Стихи о долге», в 1956 году — сборник «Синева», вызвавший одобрение Бориса Пастернака. «Серёжка с Малой Бронной» — созданное в 1953 году стихотворение о московских мальчиках, не вернувшихся с фронта, и их матерях, угасающих в пустых квартирах, — одно из самых популярных в отечественной военной лирике XX века, положенное в 1958 году на музыку Андреем Эшпаем. В 1962 году принял участие в вечере поэтов в Политехническом музее, снятом для фильма Марлена Хуциева «Застава Ильича».
Член КПСС с 1952 года.
Винокуров возглавлял вместе со Степаном Щипачёвым поэтический отдел журнала «Октябрь», печатал юную Беллу Ахмадулину, лучшие стихи Леонида Мартынова, Бориса Слуцкого, вернувшихся из лагерей Николая Заболоцкого и Ярослава Смелякова, редактировал первый поэтический сборник Наума Коржавина «Годы». Коржавин в своих мемуарах писал о Винокурове:

Он был уже тогда [к концу 1950-х годов] знаком с предреволюционной философской литературой («Вехами», Бердяевым и пр.), и его несоответствие строю было гораздо глубже, чем моё, — оно никак не определялось противопоставлением ленинцев сталинцам. И никакого пафоса гражданственности у него не было, — он был, скорее, эстетом и мыслителем, но его эстетизм и мысль никак не монтировались с существующим строем. <…> Нет, он не был ни трусом, ни конформистом. Он не совершил ни одного дурного поступка. За ним нет ни одного предательства. Он просто избегал всякого рода демонстраций.— Н. Коржавин. В соблазнах кровавой эпохи. Книга 2.
С 1971 по 1987 год был заведующим отделом поэзии журнала «Новый мир». Под редакцией Винокурова вышла антология «Русская поэзия XIX века» (1974).
Длительное время вёл творческий семинар в Литературном институте, его ученики — главный редактор журнала «Новый мир» А. В. Василевский, поэтесса О. А. Николаева, историк П. А. Кошель, поэтесса И. В. Ковалёва, поэт и журналист А. А. Дидуров. Учениками Винокурова в литературной студии «Зелёная лампа» при журнале «Юность» были поэты: москвичи Е. Славоросова и Г. Калашников, Т. Филатова из Киева, Л. Алзоева из Улан-Удэ, Э. Блинова из Казани.
Умер 23 января 1993 года, похоронен на Новодевичьем кладбище.

### Семейная жизнь
- Жена (1952—1978) — Татьяна Марковна Винокурова-Рыбакова (в девичестве Беленькая, 1928—2008), дочь заместителя наркома снабжения и пищевой промышленности, психиатра Марка Натановича Беленького (1890—1938, расстрелян), племянница одного из организаторов советской внешней разведки Я. И. Серебрянского и погибшего в ополчении писателя Андрея Наврозова, автор книги воспоминаний «Счастливая ты, Таня» (2005)[12].
  - Дочь — литературовед Ирина Винокурова.

## Награды и премии
- орден Отечественной войны 1-й степени (11.03.1985)[13]
- орден Трудового Красного Знамени (28.10.1967)
- орден Дружбы народов (21.10.1975)
- медали
- Государственная премия СССР — за сборники «Бытие» и «Ипостась» (1987)[11]

### Книги
- Стихи о долге. — М.: Советский писатель, 1951
- Синева. — М.: Сов. писатель, 1956
- Военная лирика. — М.: Воениздат, 1956
- Признанья: Стихи. — М.: Сов. писатель, 1958. — 116 с.; 10 000 экз.
- Лицо человеческое. — М.: Сов. писатель, 1960
- Лирика. — М.: Гослитиздат, 1962
- Слово: Новые стихи. — М.: Сов. писатель, 1962. — 100 с.; портр. — 20 000 экз.
- Музыка. — М.: Сов. писатель, 1964
- Стихотворения. — М.: Художественная литература, 1964. — 287 с.; портр.; 50 000 экз. (Б-ка советской поэзии)
- Характеры: Новые стихи. — М.: Сов. писатель, 1965
- Земные пределы: Стихи. — М.: Сов. Россия, 1965
- Избранная лирика. — М.: Мол. гвардия, 1965 (Б-чка избранной лирики)
- Поэзия и мысль. Статьи. — М.: Сов. Россия, 1966
- Ритм: Стихи. — М.: Московский рабочий, 1967
- Голос. — М.: Правда, 1967
- Москвичи, или «В полях за Вислой сонной…», 1968, 1974
- Зрелища: Стихи. — [Ил.: В. В. Медведев]. — М.: Сов. писатель, 1968
- Избранная лирика. — М.: Мол. гвардия, 1968 (Б-чка избранной лирики)
- Избранное: Из девяти книг. — М.: Худож. литература, 1968
- Серёжка с Малой Бронной: Стихи. — М.: б. и., 1968. (Б-чка журнала «Советский воин». Глав. полит. упр. Советской Армии и Воен.- Мор. Флота; № 1 [572]).
- Жест: Новые стихи. — М.: Мол. гвардия, 1969
- Метафоры: Новые стихи. — М.: Сов. писатель, 1972. — 128 стр. — 100 000 экз.
- В силу вещей, 1973
- Серёжка с Малой Бронной: Стихотворения. — М.: Воениздат, 1974
- Контрасты: Стихи. — М.: Сов. писатель, 1975
- Пространство: Стихи. — М.: Сов. Россия, 1976. — 320 с.; портр.; В пер. — 50 000 экз.
- Она: Стихи о любви. — М.: Молодая гвардия, 1977
- Дом и мир: Стихи. [Худож. В. Толстоногов]. — М.: Современник, 1977. + грампластинка. (Библиотека поэзии "Россия")
- Жребий: Стихи. — М.: Сов. писатель, 1978. — 112 с.; портр.; 50 000 экз.
- Степные ритмы: Избранные переводы [стихов каз. поэтов]; [Худож. Н. Нурмухамбетов]. — Алма-Ата: Жазушы, 1979
- Избранное Selected poems. — [Пер. с рус. А. Миллера]. — М.: Прогресс, 1979
- Путешествия: Стихи последних лет. — М.: Правда, 1978 (Библиотека журнала «Огонёк» № 26)
- Остаётся в силе: Статьи. — М.: Сов. писатель, 1979
- Бытие: Новые стихи и поэма. — М.: Сов. писатель, 1982
- Благоговение: Стихи последних лет. — М.: Современник, 1981
- Многоголосье: Книга переводов. — М.: Советская Россия, 1981
- У вечных рек: Стихи о Грузии. Пер. из груз. поэзии. — Тбилиси: Мерани, 1983 (Грузинская книга)
- Стихи. [Пер. с рус. А. Саакян,; Предисл. В. Давтяна]. — Ереван: Советакан грох, 1984
- Космогония: Стихи. — М.: Правда, 1984 (Б-ка "Огонёк". N 6)
- Аргументы. — М.: Современник, 1984
- Ипостась. — М.: Сов. писатель, 1984
- Она: Стихи о любви. [Худож. Л. Белов]. — 2-е изд., доп. — М.: Молодая гвардия, 1984
- Участь: Стихи. [Худож. Г. Саленков]. — М.: Мол. гвардия, 1987
- Самая суть: Стихи. — Худож. И. Куклес. — М.: Сов. писатель, 1987. — 400 с. — 100 000 экз.
- Равноденствие: Новые стихи. — М.: Современник, 1989
- Из двух книг: Стихи. — М.: Сов. писатель, 1989

## Газеты и журналы
- Евгений Винокуров Символ мужества [стихи]. // «Комсомольская правда» 1965, 31 октября. — С. 4.

### Собрание сочинений
- Избранные произведения: В 2 томах. — М.: Художественная литература, 1976
  - Т. 1: Стихотворения
  - Т. 2: Стихотворения. Статьи и заметки о поэзии
- Собрание сочинений: В 3 томах. — М.: Художественная литература, 1983—1984
  - Т. 1: Стихотворения, 1944—1969. — 1983
  - Т. 2: Стихотворения, 1970—1983. — 1984
  - Т. 3: Переводы. Проза. — 1984

### Серия «Великие поэты»
- Самая суть: Стихотворения. — М.: Комсомольская правда: НексМедиа, 2013. — 238 с.: ил. (Великие поэты; 98)

## Цитата
Винокуров сознательно продолжал традиции философской лирики Тютчева и Баратынского. Исходным пунктом его поэзии послужил опыт войны, поданный без ложной героики; это стихи о смерти, об одиночестве, родившиеся большей частью позже как воспоминания. В стихах Винокурова нет повествования, он видит суть неприметных на первый взгляд вещей и событий, выбирая для проникновения в глубину человеческого бытия чувства в их пограничной ситуации, образы технической цивилизации и города, крайне редко — природы. Повседневность, цивилизация с её угрозой миру души давали толчок его творческой работе. Поэзия Винокурова рождалась вдохновением, которому он доверял и почти не исправлял однажды написанное. Контрасты, двойственность смысла, порой, и парадоксы он использовал для раскрытия истины. Человека он изображал ищущим и сомневающимся. Винокуров ничего не заявлял, он лишь намечал контуры. Он возвращал первоначальный смысл затасканным, на первый взгляд, словам, помещая их в необычный контекст; точно так же и рифмой он старался усилить действенность мысли.— Вольфганг Казак

## Пародия
Пародию на стихотворение Винокурова
<…> Готов держать пари:
Я человек, я богу равен ликом.
Вот он. Вот я. Никто не отличит!
написал Александр Иванов